# Dorfstadt (Falkenstein/Vogtl.)

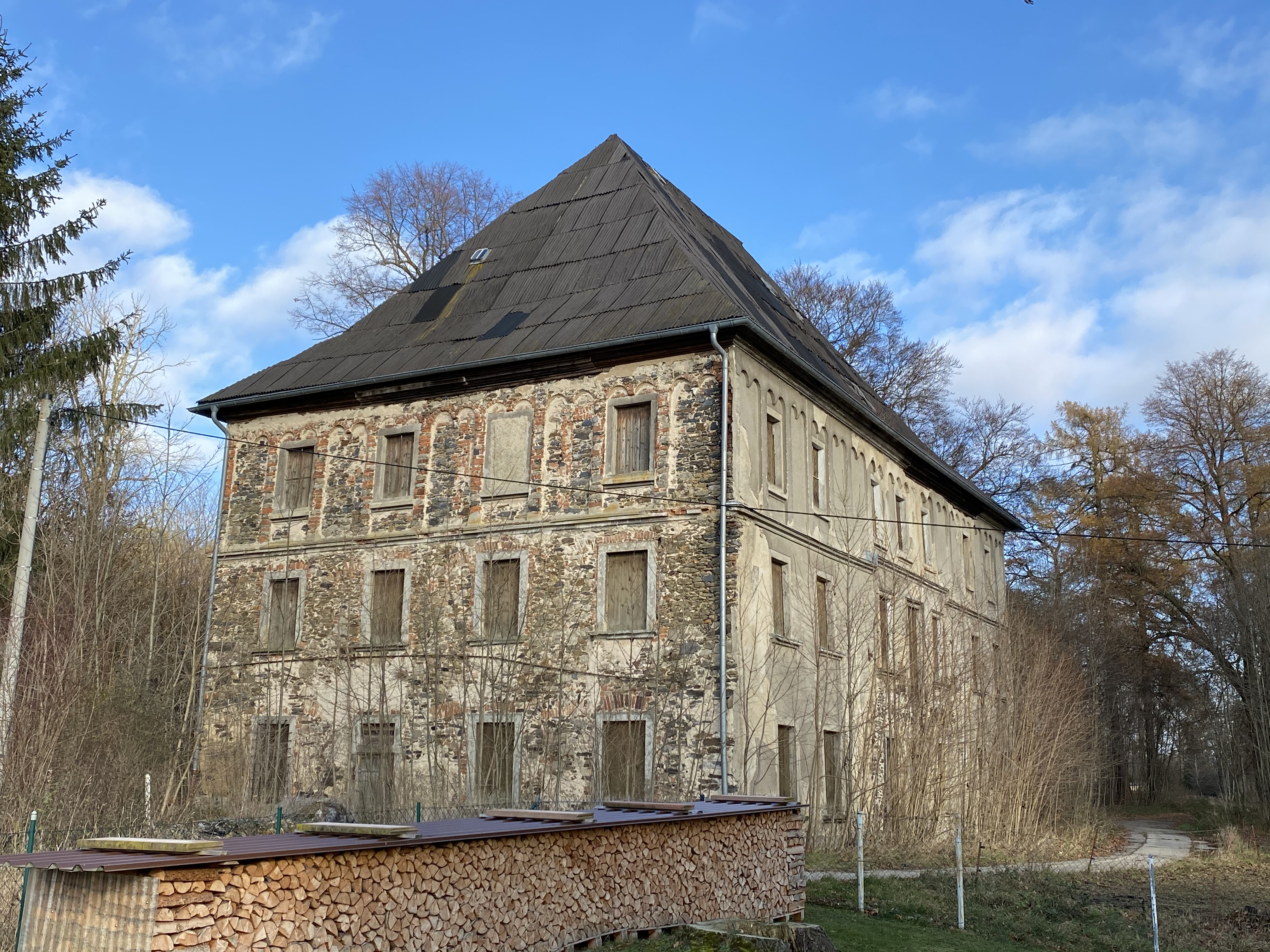
Rittergut Dorfstadt (2020)

Dorfstadt ist ein Stadtteil der Stadt Falkenstein/Vogtl. im sächsischen Vogtlandkreis. Er wurde am 1. Juli 1950 in die Stadt Falkenstein/Vogtl. eingemeindet. Der räumlich von der Stadt getrennte Stadtteil hat keinen Ortschaftsrat, sondern einen Stadtteilbeirat aus zwei Mitgliedern, die der Stadtrat aus seiner Mitte bestimmt und führt die offizielle Bezeichnung Dorfstadt, Stadt Falkenstein.

## Geographie

### Geographische Lage und Verkehr
Dorfstadt liegt im Tal der Treba nördlich von Falkenstein/Vogtl. Der Ort befindet sich im Zentrum des Vogtlandkreises und im sächsischen Teil des historischen Vogtlands. Geografisch liegt Dorfstadt im Osten des Naturraums Vogtland. Die Ortsflur von Dorfstadt wird im Osten durch die ehemalige Bahnstrecke Herlasgrün–Oelsnitz begrenzt. Im Süden reicht die Ortsflur fast bis an den Bahnhof Falkenstein (Vogtl). Durch Dorfstadt verläuft die S 298.
Dorfstadt ist über die TaktBus-Linie 23 des Verkehrsverbunds Vogtland im Zweistundentakt mit Falkenstein, Hammerbrücke und Tannenbergsthal verbunden. Außerdem verkehren die RufBus-Linien 15 nach Reumtengrün und Auerbach Sternkoppel sowie 71 nach Schönau.

### Nachbarorte
| Unterlauterbach                | Reumtengrün                                 |                    |
| Oberlauterbach                 | Kompassrose, die auf Nachbargemeinden zeigt | Ellefeld           |
| Neustadt/Vogtl. mit Siebenhitz |                                             | Falkenstein/Vogtl. |

## Geschichte

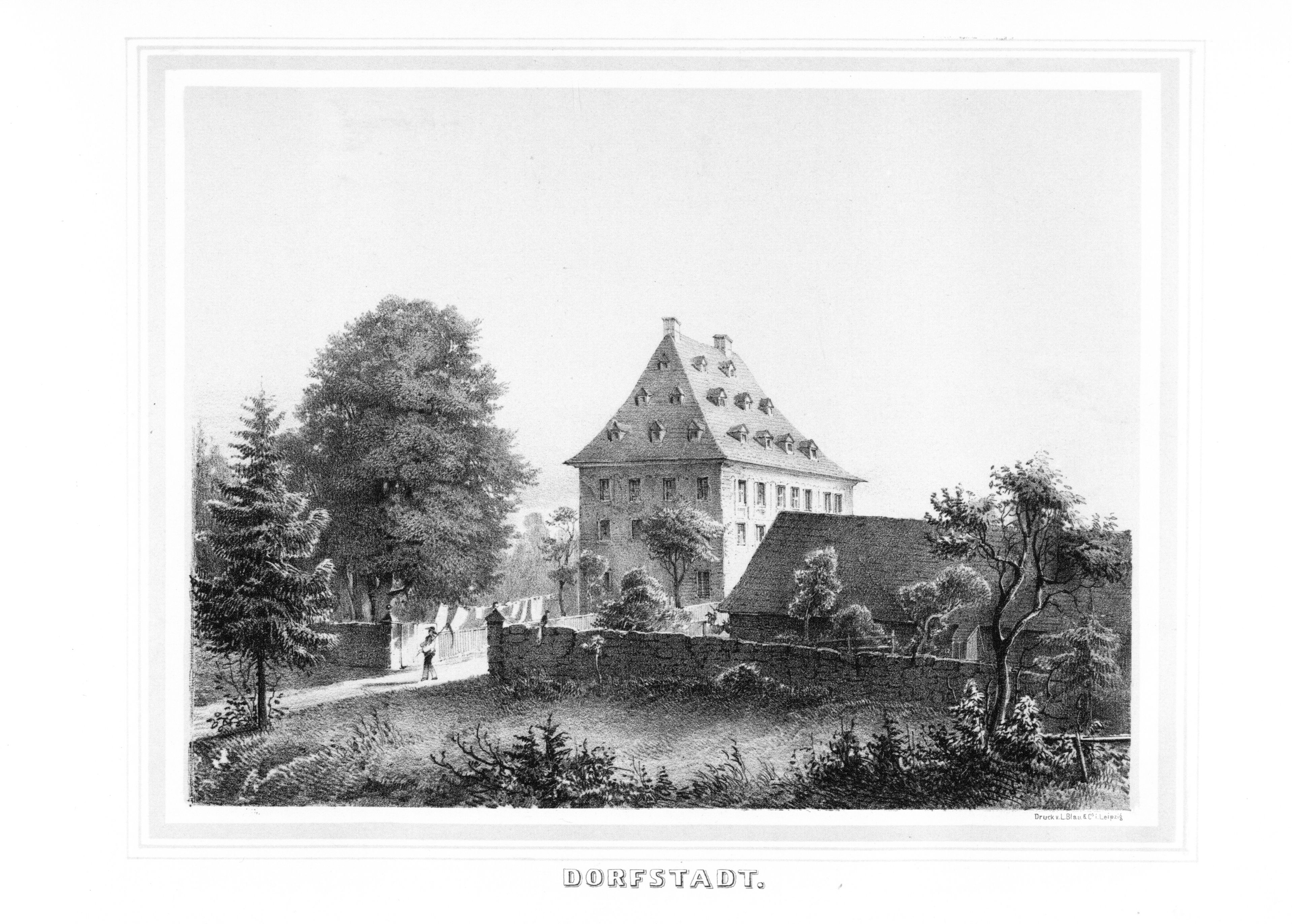
Historische Abbildung des Ritterguts Dorfstadt

Dorfstadt wurde im Jahr 1460 unter dem Namen „Dorffstad“ erwähnt. Die Grundherrschaft über den Ort lag um 1583 bei den Rittergütern Falkenstein und Auerbach unteren Teils. Im Jahr 1764 war die Grundherrschaft sogar unter die sieben Rittergüter Auerbach unteren Teils, Falkenstein oberen Teils und Mühlberg, Oberlauterbach, Sorga, Rützengrün, und Dorfstadt geteilt. Das existierende Herrenhaus in Dorfstadt wurde vermutlich 1551 errichtet.  Dieses gutsherrschaftliche Anwesen lag im Besitz der Familie von Trützschler. Zu einem späteren Zeitpunkt erfolgte der Bau der benachbarten Wirtschaftsgebäude in Klinkerbauweise und eine partielle Umgestaltung des Herrenhauses mit Erweiterung durch ein zweites Obergeschoss. Die äußere Fassadengliederung im zweiten Obergeschoss besitzt mit Lisenen und Rundbögen eine Gestaltung aus dem 19. Jahrhundert. Im Erdgeschoss zeigen Stuckdecken eine barocke Ausgestaltung an.
Kirchlich ist Dorfstadt seit jeher nach Falkenstein gepfarrt.
Dorfstadt gehörte bis 1856 zum kursächsischen bzw. späteren königlich-sächsischen Amt Plauen. 1856 wurde Dorfstadt dem Gerichtsamt Falkenstein und 1875 der Amtshauptmannschaft Auerbach angegliedert. Im Jahr 1904 erhielt Dorfstadt eine Schule. Die Familie von Trützschler besaß das Rittergut Dorfstadt bis zur Enteignung im Zuge der Bodenreform in der Sowjetischen Besatzungszone ab 1945. Bis 1952 existierte im Herrenhaus eine Kommandantur der sowjetischen Besatzungsmacht. Danach wurde es bis in die 1970er Jahre für die Verwaltung einer LPG genutzt.
Am 1. Januar 1950 wurde die Gemeinde Dorfstadt nach Falkenstein eingemeindet. Durch die zweite Kreisreform in der DDR kam Dorfstadt als Ortsteil der Stadt Falkenstein/Vogtl. im Jahr 1952 zum Kreis Auerbach im Bezirk Chemnitz (1953 in Bezirk Karl-Marx-Stadt umbenannt), der 1990 als sächsischer Landkreis Auerbach fortgeführt wurde und 1996 im Vogtlandkreis aufging. Die Schule in Dorfstadt wird seit 1994 als Grundschule geführt. Aus dem 1952 für Wismutkumpel errichteten Nachtsanatorium und späteren Regierungssanatorium in Dorfstadt entstand nach 1990 eine Berufsgenossenschaftliche Klinik für Berufskrankheiten. Die BG Klinik für Berufskrankheiten Falkenstein am Waldrand westlich von Dorfstadt gehörte zu den größten Arbeitgebern der Stadt Falkenstein und wurde zum 1. Juli 2020 geschlossen.

### Einwohnerstatistik
1557 lebten in Dorfstadt 15 besessene Mann, 2 Häusler und 10 Inwohner; 1764 waren es 21 besessene Mann und 8 Häusler.
| Jahr          | 1834 | 1871 | 1890 | 1910  | 1925  | 1939  | 1946  |
| ------------- | ---- | ---- | ---- | ----- | ----- | ----- | ----- |
| Einwohnerzahl | 493  | 648  | 903  | 1.699 | 1.581 | 1.386 | 1.407 |

1910 war Dorfstadt unter den 69 Kommunen der Amtshauptmannschaft Auerbach auf Rang 19 der Einwohnerstatistik. 1925 lebten im Ort 1.136 Lutheraner, 59 Katholiken, 5 Juden und 1 evangelisch-reformierter sowie 66 andersgläubige.

## Persönlichkeiten
- Konrad von Trützschler (1830–1907), Rittergutsbesitzer und Politiker
- Otto Müller-Eibenstock (1898–1986), Maler, Grafiker und Textil-Formgestalter
- Wilfried Rettig (* 1942), Eisenbahn-Ingenieur und Autor zur Eisenbahngeschichte